# Georges Dufétel
Pour les articles homonymes, voir Dufétel.
Georges Dufétel, né le 21 février 1886 à Boulogne-sur-Mer et mort le 6 novembre 1944  à  Sonnenburg, est un architecte et un résistant français.

## Biographie

### Enfance et famille
Georges Charles Jules Dufétel est né en 1886 à Boulogne-sur-Mer, du mariage de Jules Aimable Dufétel, mécanicien, et de Geneviève Rosalie Lassalle.
Georges Dufétel a épousé Marguerite Marthe Leleu, sœur de Jules Leleu, créateur et décorateur français, avec laquelle il a eu deux fils : Robert, l'ainé, fait prisonnier pendant la Seconde Guerre mondiale ; Pierre-André, architecte et résistant.

### Première Guerre mondiale
Georges Dufétel est mobilisé lors de la Première Guerre mondiale où il est gravement blessé le 15 juillet 1918, il est amputé d'un bras. Mutilé à 100 %, il n'est pas mobilisable en 1939 pour la Seconde Guerre mondiale.

### Seconde Guerre mondiale
Georges Dufétel s'engage en 1940 dans la Résistance : il fait partie du réseau « Uranus du S.R. Kléber ». Il travaille avec G. Horel, chef de district du canton de Cysoing, alias « Leclerc », du groupe Libération-Nord de Lille. Honel a déclaré a posteriori : « Georges Dufetel, alors architecte à Boulogne-sur-Mer, a effectué la liaison entre M. Cremer (ingénieur), directeur des établissements Alsthom à Strasbourg, et moi pendant toute l'occupation allemande pour la transmission de plans, documents et renseignements en provenance de la région d'Alsace. »
Il transmet également de nombreux documents sur les mouvements du port de Boulogne-sur-Mer et les fortifications de la côte d'Opale.
Il est arrêté le 24 septembre 1942 à son domicile, 28 rue des Pipots à Boulogne-sur-Mer. Il est interné à la prison de Loos. Il est transféré à Strasbourg, où il voit sa peine de mort commuée en trois années de réclusion. Puis, il est déporté à Torgau,,,.

### Mort
Georges Dufétel meurt en captivité, le 6 novembre 1944 à Sonnenburg, (aujourd'hui Słońsk, en Pologne), un bagne de Prusse-Occidentale, où sont incarcérés des résistants et des prisonniers politiques originaires de pays occupés par le Troisième Reich,,.
Son nom est inscrit sur le mémorial national des anciens des services spéciaux de la Défense nationale (ASSDN) de Ramatuelle, dans le Var.

### Distinctions
Georges Dufétel est fait chevalier de la Légion d'honneur, décoré de la croix de guerre 1914-1918 avec trois citations. Il est déclaré Mort pour la France et reçoit, à titre posthume, la médaille militaire, pour son action au cours de la Seconde Guerre mondiale,. Son nom figure sur le monument « Aux Boulonnais morts pour la France » adossé aux remparts de la vieille ville, boulevard Eurvin à Boulogne-sur-Mer.

## Principales réalisations
- « Mémorial Britannia » situé à Boulogne-sur-Mer, port, à l'extrémité du bassin Loubet, détruit par les Allemands le 1er juillet 1940[9],[10].
- Monument aux morts dit « Souvenir français », situé 42 rue de Dringhen à Boulogne-sur-Mer[11].

Le monument Britannia dans le port de Boulogne-sur-Mer
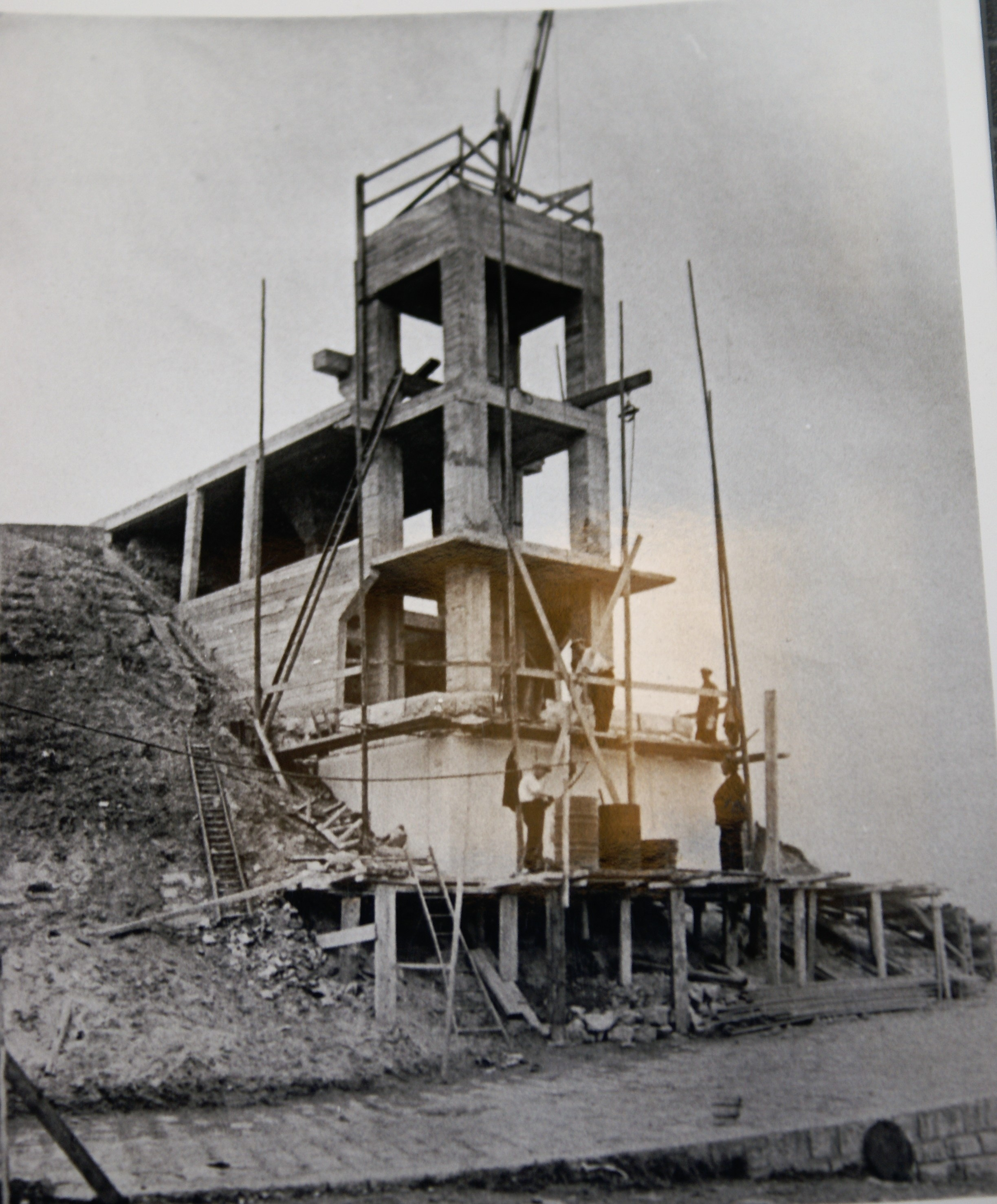
Édification.
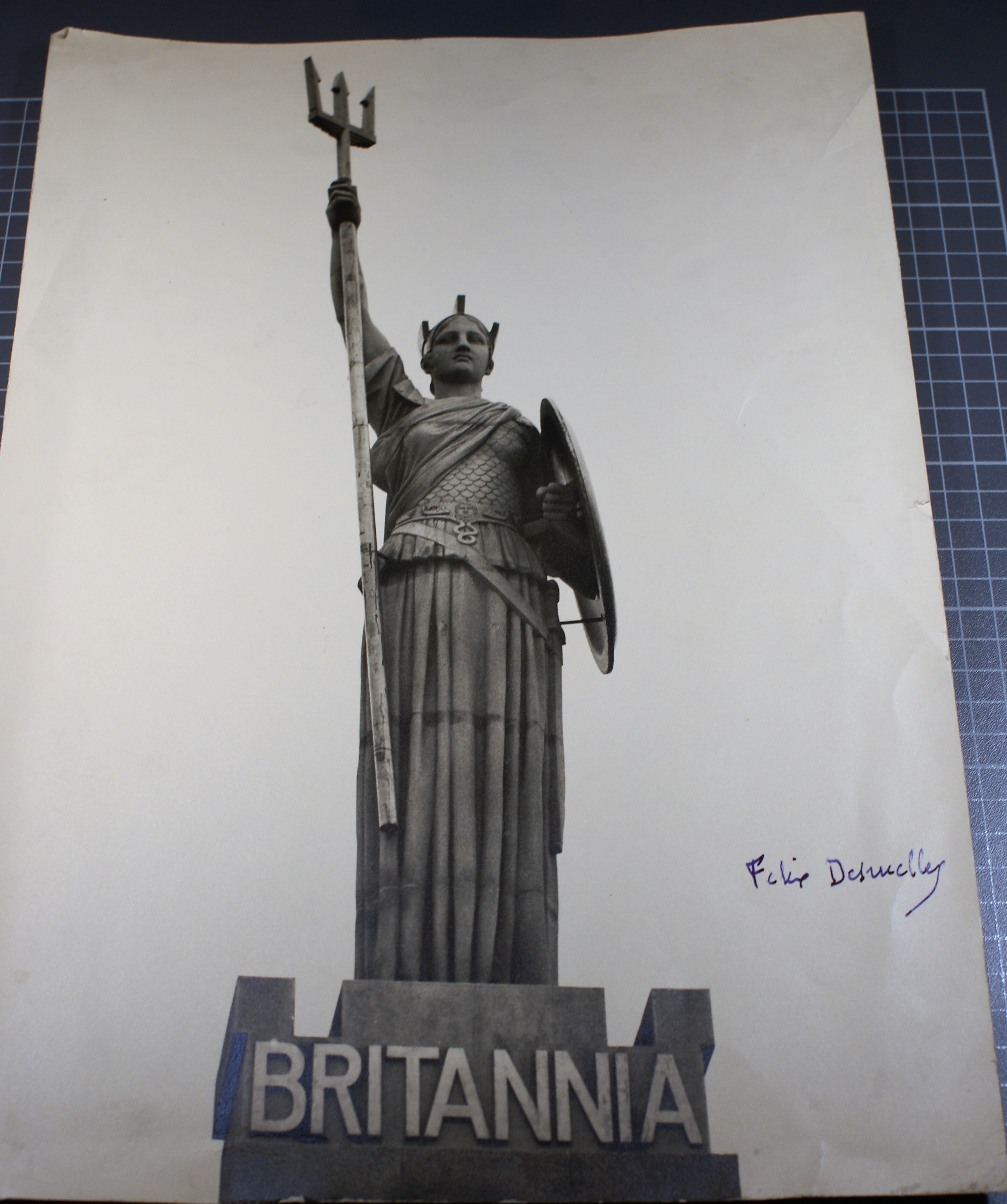
Le monument achevé.
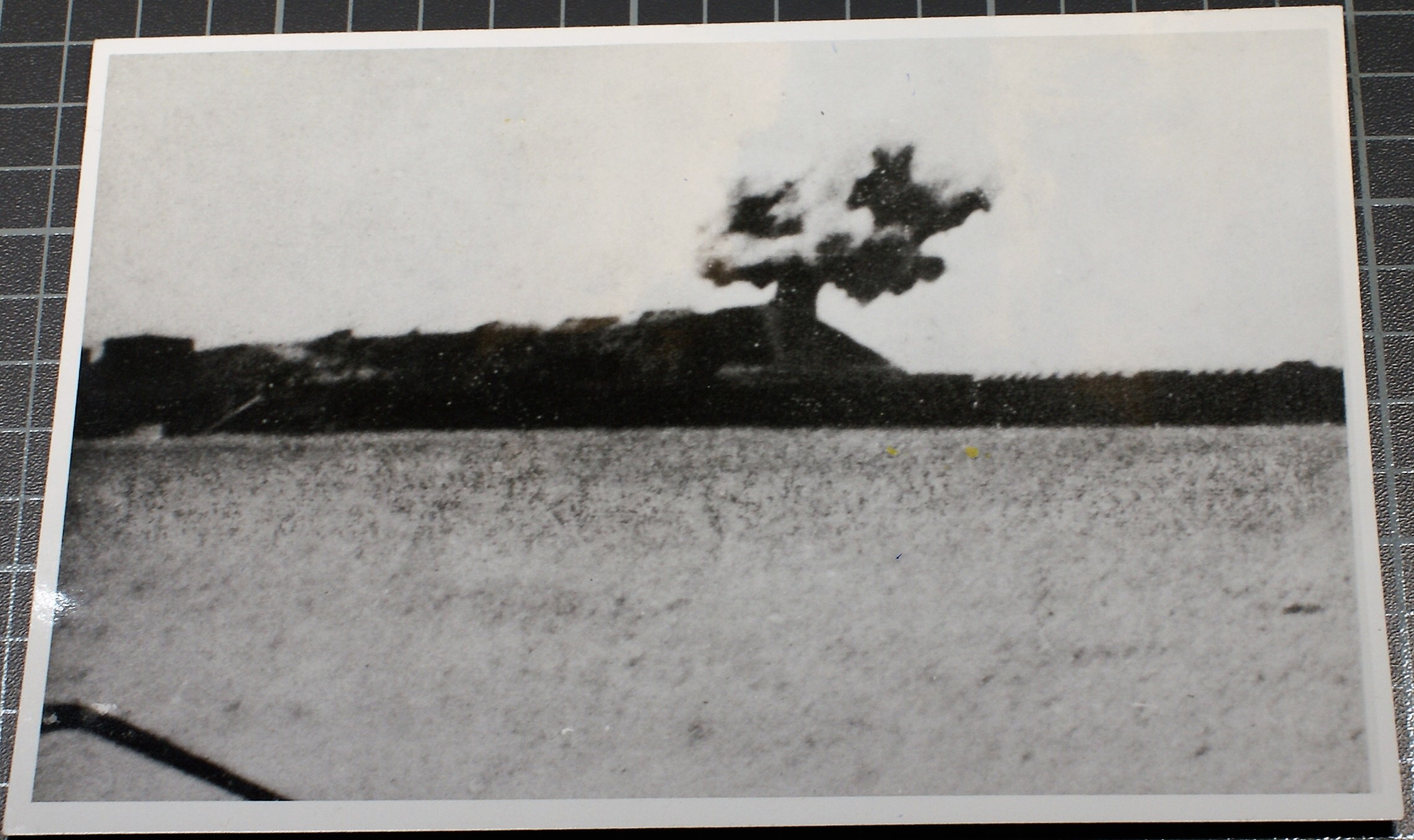
Destruction par les Allemands.